# HTV-2
HTV-2, també conegut com a Kounotori 2 (こうのとり 2 号 机, "cigonya blanca") és el segon vehicle de transferència H-II, i va ser llançat el 22 de gener del 2011 per abastir l'Estació Espacial Internacional. Es tracta d'una nau de càrrega no tripulada, que transporta una barreja de càrrega pressuritzada i no pressuritzada a l'estació espacial.
Va ser llançat en un coet H-IIB (H-IIB F2) fabricat per  MHI i la JAXA. El HTV-2 reingressar a l'atmosfera al final de la missió, desintegrant, carregat amb les deixalles de l'Estació Espacial, el 30 de març de 2011.

## Galeria

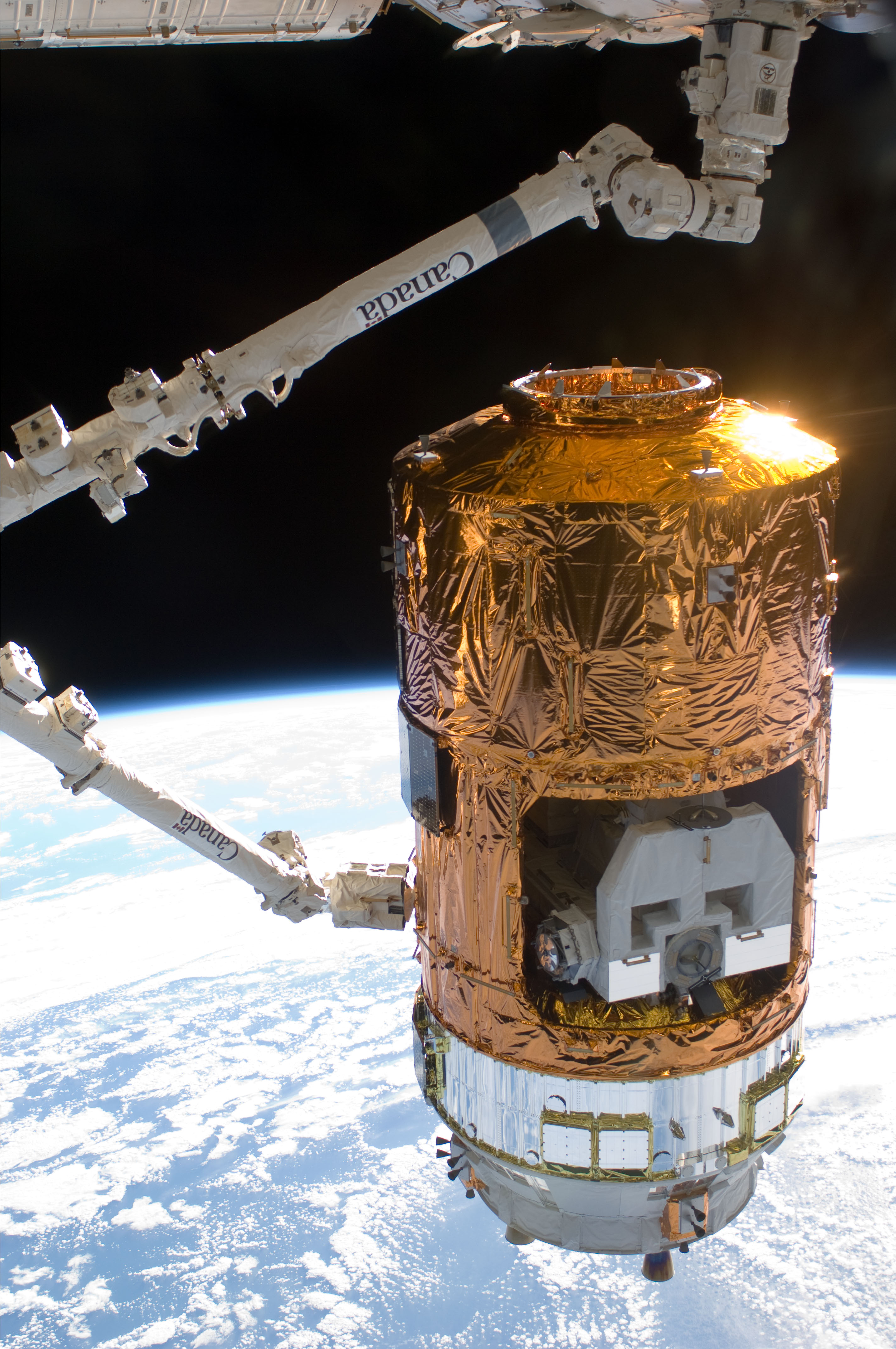
HTV-2essent atracada a un CBM actiu
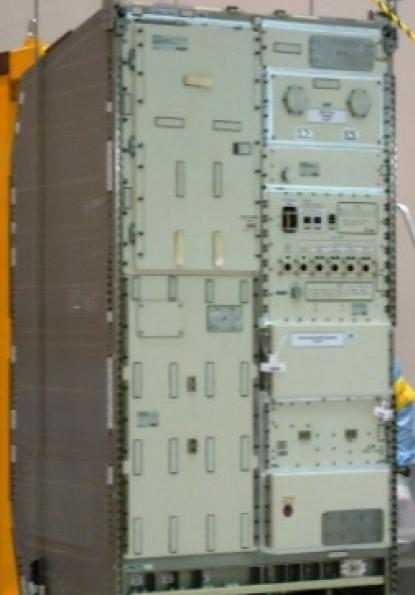
Forn de gradient d'escalfament
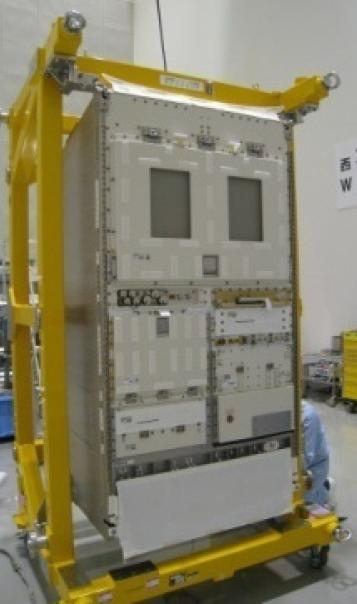
Contenedor de càrrega útil multipropòsit
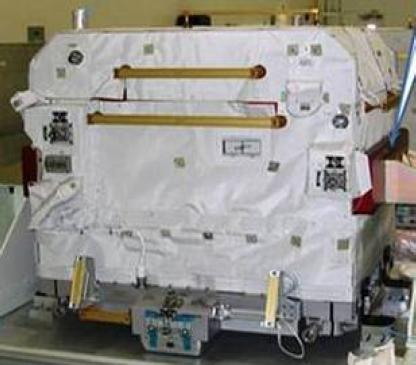
Contenedor de transport de càrrega